# Universidad de Los Andes (Venezuela)
L'Universidad de Los Andes (ULA) è un'università pubblica e autonoma ubicata nelle Ande venezuelane che ha la sua sede principale e rettorato nella città di Mérida;  fondata dal clero come casa di studio il 29 marzo 1785, elevata dopo a seminario e finalmente riconosciuta come università il 21 settembre 1810 in forza di un decreto della Giunta governativa della provincia della Corona spagnola.
È una delle principali università del Venezuela per numero di studenti, per il suo livello accademico e per i suoi contributi alla ricerca e allo sviluppo delle scienze. L'università ha come proposito di formare professionalità necessarie per lo sviluppo e il progresso del Venezuela.
L'università conta 11 facoltà ripartite nella sede centrale di Mérida, nella sede staccata di Tovar e nuclei universitari decentrati nelle città di San Cristobal, Trujillo e El Vigía.
Secondo un recente studio bibliometrico del Consiglio Superiore di Ricerca Scientifica spagnolo, l'ULA si colloca nella prima posizione tra le migliori università a livello nazionale e al 27º posto in America Latina.

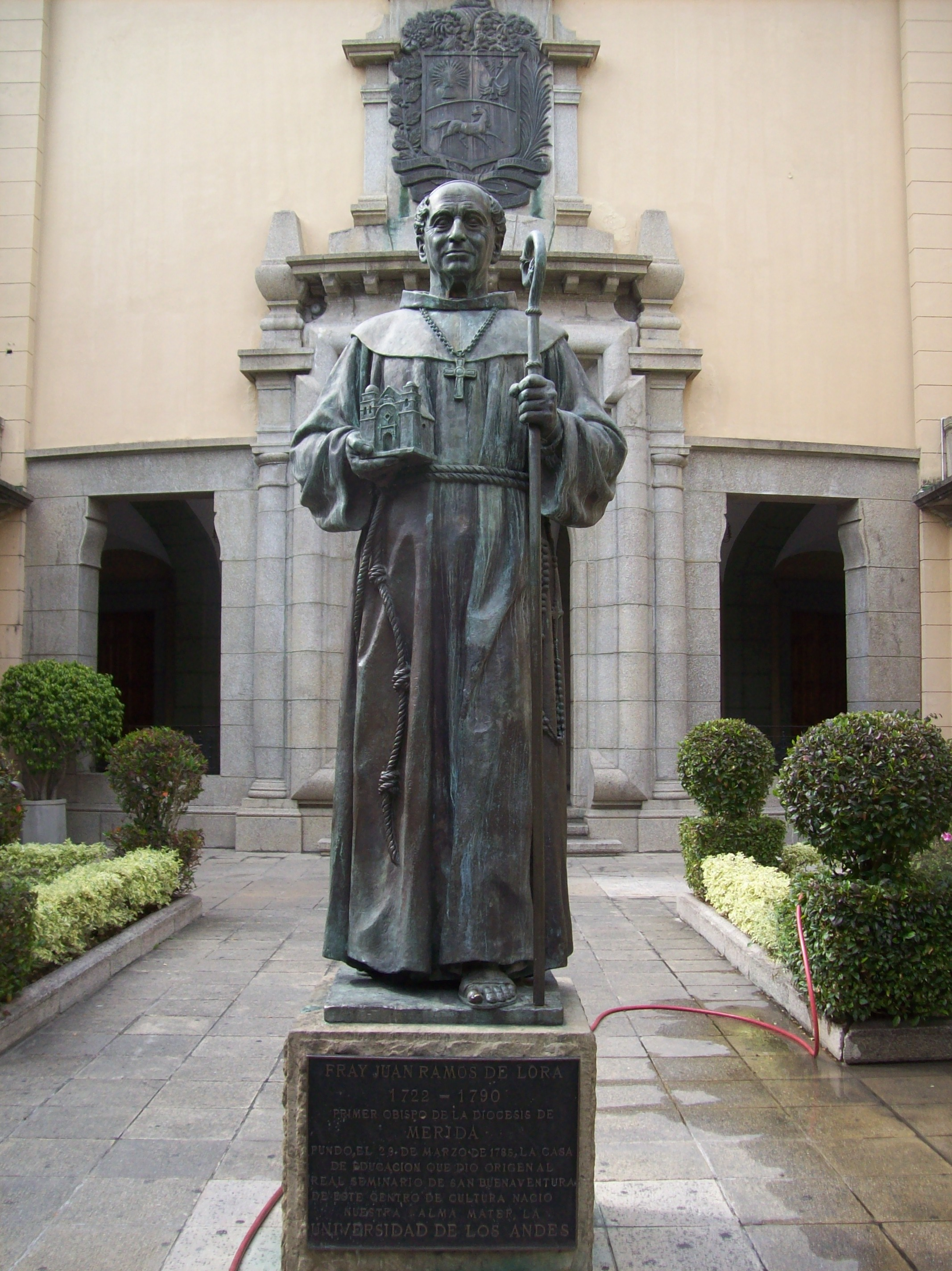
Plaza del Rectorado, Statua di Fra' Juan Ramos de Lora, fondatore dell'Università

## Storia
Il 29 marzo 1785 il vescovo di Mérida Juan Ramos de Lora istituì il Reale Seminario di San Bonaventura di Mérida. La sua creazione si ufficializzò il 9 giugno dello stesso anno quando il re Carlo III di Spagna riconobbe la fondazione fatta dal vescovo. Con il documento sottoscritto il 18 giugno 1806 e confermato l'6 ottobre 1807 per un disguido del documento della data anteriore, si concesse al Seminario di San Bonaventura, la potestà di concedere i gradi maggiori e minori in filosofia, teologia e diritto canonico.
Il 21 settembre 1810 per decreto della giunta Governativa della Provincia si fonda la prima Università Repubblicana dell'America latina sotto il nome di Reale Università di San Bonaventura di Mérida de los Caballeros, concedendo così al Seminario il rango di Università con tutti i privilegi dell'Università Centrale del Venezuela di Caracas e con la facoltà di concedere diplomi in tutti i gradi maggiori e minori in filosofia, medicina, diritto civile e canonico e in teologia. Il decreto fu confermato da Simón Bolívar nel 1813.
Fino al 1832 fu un'istituzione di carattere ecclesiastico, cominciando la sua secolarizzazione con il decreto del Governo Nazionale presieduto a quel tempo dal generale José Antonio Páez per poi trasformarsi in un'istituzione pubblica, ed adottare il nome che ha mantenuto fino ad oggi, eccetto nel periodo tra il 1904 e il 1905 nel quale adottò quello di Università Occidentale.

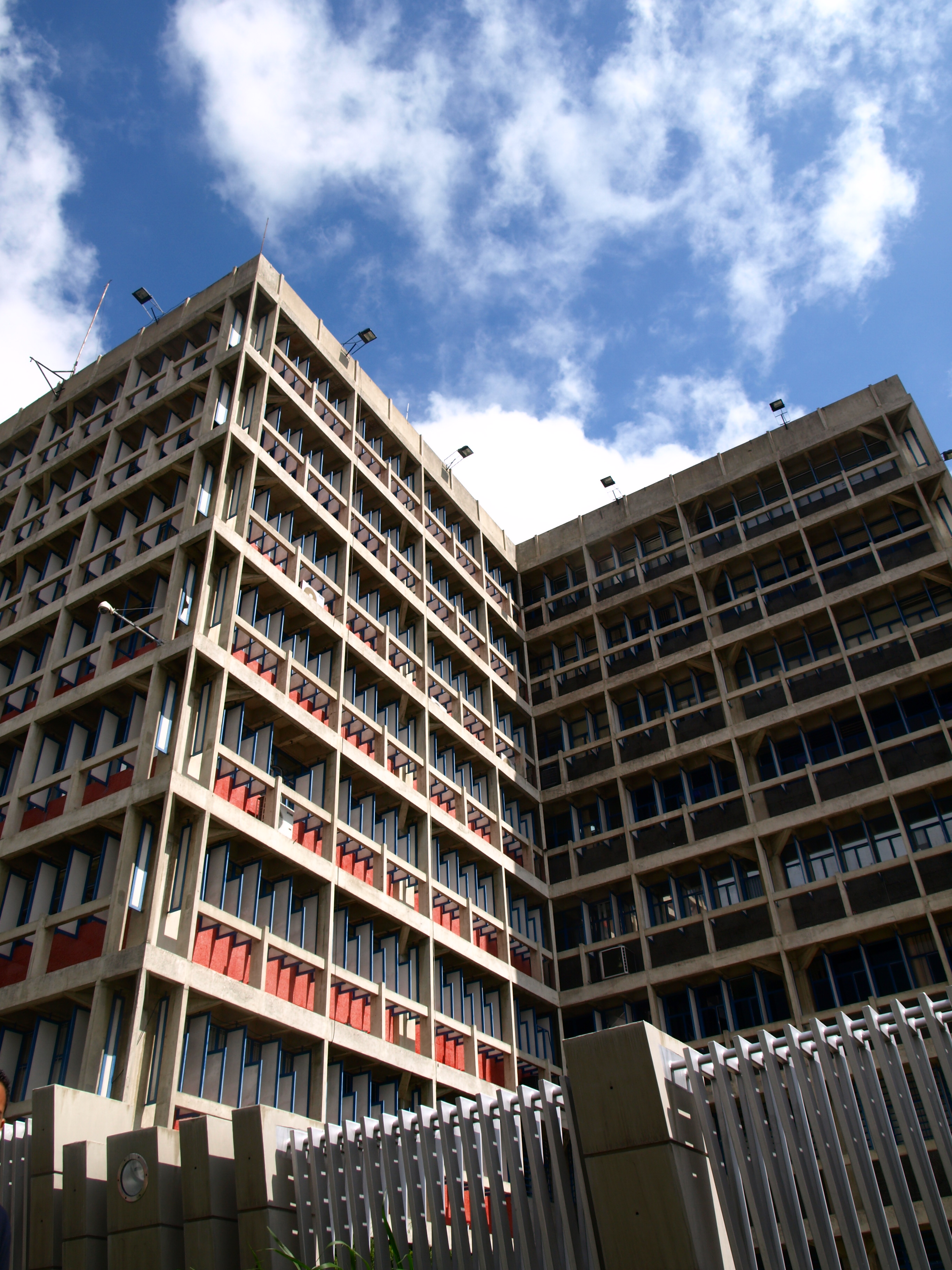
Sede centrale degli uffici amministrativi dell'Università delle Ande.

L'Università di Le Ande è la seconda università in ordine cronologico del Venezuela. Tra le sue facoltà la più antica è quella di giurisprudenza, che concesse la sua prima laurea nel 1808, ma consta nell'Archivio Universitario che si tenevano lezioni di diritto civile romano già nel 1798. La facoltà di medicina fu inaugurata nel 1805 e quella di farmacia nel 1807; queste facoltà riaprirono nel 1928 dopo essere state chiuse dal Governo del generale Cipriano Castro nel 1906. Nel 1843 fu stabilita la cattedra di ingegneria civile, nel 1939 fu organizzata come facoltà di odontologia l'antica Scuola Dentistica, nel 1948 si apre la scuola di ingegneria forestale, nel 1950 la Scuola di Bioanalisi, afferente alla Facoltà di Farmacia; nel 1955 furono istituite la Scuola di Lettere, la Scuola di Storia e la Scuola di Umanistica che è divenuta facoltà nel 1958 insieme alla creazione della facoltà di economia. Nel 1961 si stabilisce la facoltà di architettura e nel 1963 la Scuola di ingegneria elettrica; nel 1967 la facoltà sperimentale di scienze, la Scuola per Infermieri e il Nucleo del Táchira. Nel 1971 si istituì la Scuola di ingegneria meccanica, chimica e di sistemi, nel 1972 il Nucleo di Trujillo e la Scuola di Nutrizione e Dietetica. Ed infine nel 2007 all'unanimità di voti il Consiglio Universitario decise la creazione del Nucleo di El Vigía.
Attualmente l'Università de Los Andes ha sedi in tre stati del Venezuela e impartisce corsi nelle aree di Scienze Basilari, Ingegneria, Architettura e Tecnologia, Scienze dell'Agricoltura e del Mare, Scienze della Salute, Scienze dell'Educazione, Scienze Sociali, Umanistica, Lettere ed Arti.
Attualmente l'Università de Los Andes è situata tra 5 000 università del mondo al 37º posto per diffusione accademica via web, questo grazie soprattutto al suo portale .
Mantiene accordi con i principali centri di studi a livello internazionale, come l'Università di Cambridge, Oxford, Salamanca, Princeton, la Nazionale Autonoma del Messico, Pontificia Università Javeriana di Colombia, Università di Pamplona  anche in Colombia, Harvard, Università Carlo III di Madrid, Università francesi e l'Università di Teheran.

## Composizione
L'Università delle Ande è distribuita nei tre principali stati andini venezuelani:  Mérida, Táchira e Trujillo, avendo la sua sede principale e rettorato nella città di Mérida. L'istituzione è composta da 11 facoltà ripartite nella città di Mérida, tre nuclei addizionali nelle città di San Cristóbal, Trujillo e El Vigía, ed un'estensione universitaria nella città di Tovar.
Fisicamente l'università si organizza in nuclei e questi a loro volta in complessi universitari, tuttavia, esistono facoltà che non fanno parte di nessun complesso.

### Nuclei
I nuclei universitari sono unità fisiche o campus che concentrano varie facoltà, essendo questi più specifiche e concentrate sull'area di studio. Alcune facoltà non fanno parte di nessun nucleo universitario. L'università è composta da quattro nuclei primari, il Nucleo di Mérida sede principale dell'ULA, ubicato nella città di Mérida, e gli altri hanno sede in San Cristóbal, Trujillo e El Vigía.

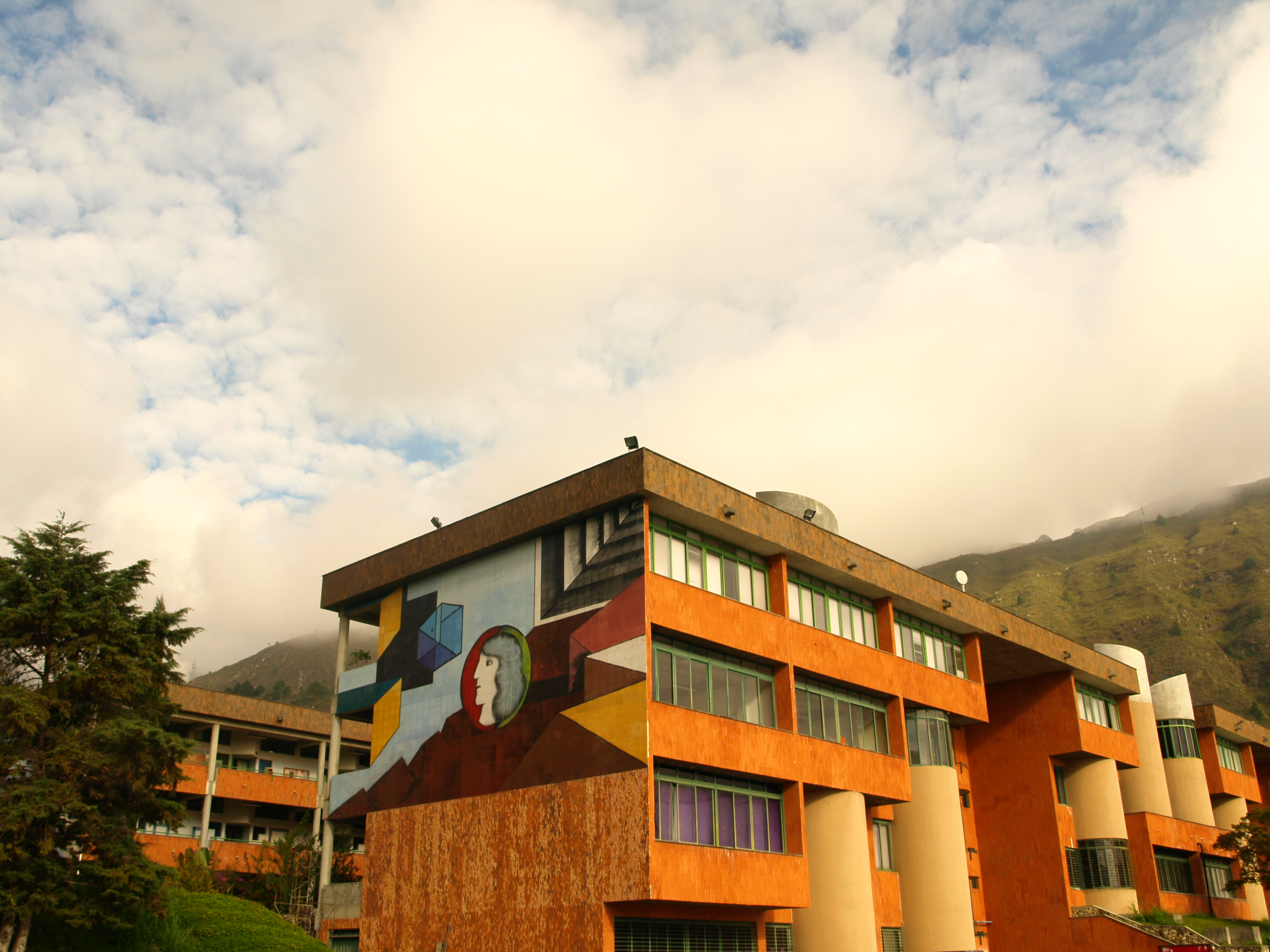
Vista parziale della Facoltà di Architettura e Design dell'Università de Los Andes. Sulla facciata si inaugura il murale dell'artista venezuelano Zapata.

Delle undici facoltà localizzate nel Nucleo di Mérida, otto si raggruppano in complessi e tre sono disseminate nella città. Di seguito si presentano i complessi universitari del Nucleo di Mérida come gli altri nuclei universitari che compongono la pianta fisica dell'Università de Los Andes:

#### Complessi del Nucleo di Mérida
- Complesso Universitario "Pedro Rincón Gutiérrez, La Hechicera": si trova nell'estremo nord-est della città di Mérida in una zona poco sviluppata e ad un'altitudine maggiore rispetto al centro geografico della città, è il complesso di maggiore estensione della città vicino a 1 km² di superficie. Ospita tre facoltà: architettura e design, scienze ed ingegneria, una biblioteca integrata per le 3 facoltà, una mensa universitaria, un'area sportiva e la sede della direzione sportiva.
- Complesso Universitario "La Liria": ubicato nella zona centro-nord della città di Mérida all'altezza della Plaza Monumental Román Eduardo Sandia nell'Avenida las Indias. Ospita le facoltà di scienze economiche e sociali, scienze giuridiche e politiche e quella di umanistica e pedagogia. È dotata di impianti sportive e di una mensa universitaria.
- Complesso Universitario "Los Chorros": meglio conosciuto come Ciclo Basilare, perché in questa sede fu presente per anni il ciclo basilare iniziale della Facoltà di Ingegneria. Si trova nel Viale principale Chorros de Milla della città di Mérida, il quale porta verso il parco zoologico. Il complesso è circondato di importanti riserve forestali, in questa sede risiede esclusivamente la Facoltà di Scienze Forestali ed Ambientali, oltre agli uffici amministrativi di ammissione studentesca, registri studenteschi e la direzione di temi studenteschi ed è dotata della mensa più grande dell'ULA.
- Complesso Universitario "Campo de Oro": è ubicato nel settore conosciuto come Campo de Oro a Mérida, ai margini della Meseta del Tatuy, accerchiato dall'Avenida Humberto Tejeras. Il compless consiste in un campo aperto con poche edificazioni, ospita solamente la Facoltà di Farmacia e Bioanalisi e le direzioni di trasporti, vigilanza e manutenzione, oltre alle residenze maschili e ad impianti sportivi come la piscina olimpica, lo stadio polisportivo, lo stadio di softball ed i campi di allenamento di rugby e beachvolley.

Le facoltà di arte, medicina e odontologia non fanno parte di alcuno dei nuclei esistenti, ma sono disseminate in vari edifici della città di Mérida.

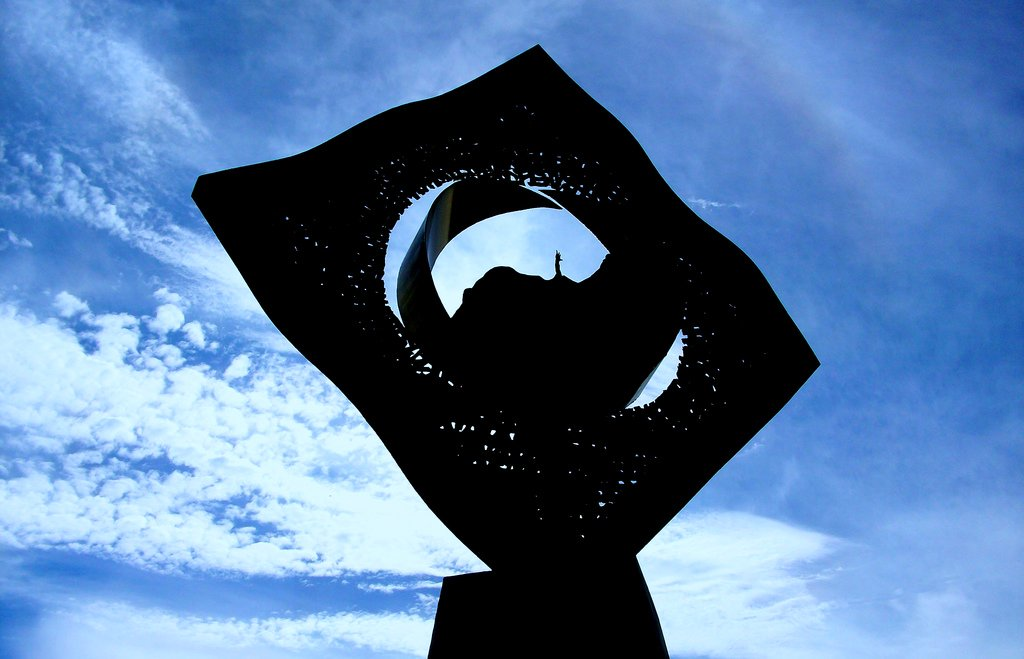
Anima Cosmografica in FACES.

#### Sedi e nuclei distaccati
- Nucleo Universitario "Rafael Rangel" (NURR): è sede dell'università per la città di Trujillo, nell'omonimo stato. In questo centro si tengono lezioni per più di 20 corsi, per lo più nelle aree di pedagogia, ingegneria, scienze sociali e agraria.
- Nucleo Universitario "Dr. Pedro Rincón Gutiérrez" (NUTULA): noto anche come Nucleo Táchira, si trova nella città di San Cristóbal, nello stato di Táchira. Qui si tengono lezioni per 8 corsi di pregrado.
- Nucleo Universitario "Alberto Adriani" (NUAA): è sede dell'università per la città di El Vigía, nello stato di Mérida. Nel 2011 questa sede era in costruzione e si impartivano qiu i cicli basilari dei corsi di ingegneria: gli studenti devono poi terminare gli studi nella sede Mérida.
- Estensione Universitaria "Valle del Mocotíes": questa estensione recentemente motivata ha avuto un forte impatto sociale nella città di Tovar ed i suoi paraggi. Si tengono piani per di ampliare le sue funzioni fino a renderla un nucleo universitario.

### Facoltà
L'Università de Los Andes è articolata in undici facoltà, ognuna di esse è costituita da Scuole e Dipartimenti e da corsi universitari. Le facoltà sono autonome, rette da un preside (decano), assistito dai direttori delle scuole o e dei dipartimenti.
Le Facoltà e Scuole dell'Università de Los Andes sono:
| Facoltà di Architettura e Design - Scuola di Architettura - Scuola di Design Industriale Facoltà d'Arte - Scuola di Arti Sceniche - Scuola di Arti Visuali e Design Grafico - Scuola di Animazione - Scuola di Musica Facoltà di Scienze - Dipartimento di Biologia - Dipartimento di Fisica - Dipartimento di Matematica - Dipartimento di Chimica Facoltà di Scienze Economiche e Sociali - Scuola di Amministrazione di Imprese - Scuola di Contabilità Pubblica - Scuola di Economia - Scuola di Statistica | Facoltà di Scienze Forestali ed Ambientali - Scuola Tecnico Superiore Forestale (antica Scuola di Abilitazione Forestale) - Scuola di Geografia e Risorse Rinnovabili - Scuola di Ingegneria Forestale Facoltà di Scienze Giuridiche e Politiche - Scuola di Scienze Politiche - Scuola di Criminologia - Scuola di Diritto Facoltà di Farmacia e Bioanalisi - Scuola di Bioanalisi - Scuola di Farmacia Facoltà di Umanistica e Pedagogia - Scuola di Pedagogia - Scuola di Storia - Scuola di Lingue Moderne - Scuola di Lettere - Scuola di Mezzi Audiovisivi | Facoltà di Ingegneria - Scuola Basilare - Scuola di Ingegneria Civile - Scuola di Ingegneria Elettrica - Scuola di Ingegneria Geologica - Scuola di Ingegneria Meccanica - Scuola di Ingegneria Chimica - Scuola di Ingegneria di Sistemi Facoltà di Medicina - Scuola di Infermeria - Scuola di Medicina - Scuola di Nutrizione e Dietetica - Scuola Tecnica Superiore Universitaria di Statistica ed Ispezione di Salute Pubblica Facoltà di Odontologia - Scuola di Odontologia |

## Governo universitario
L'autorità suprema dell'università risiede nel Consiglio Universitario, il quale esercita le funzioni di governo ed è composto dal rettore, che lo presiede, dal vicerettore accademico, dal vicerettore amministrativo e dal segretario, e inoltre dai presidi (Decani) delle facoltà, cinque rappresentanti dei professori, tre rappresentanti degli studenti, un rappresentante dei laureati ed un delegato del Ministero dell'Educazione.
Ordinariamente i membri del Consiglio Universitario si riuniscono una volta per settimana. Per la specificità o gravità di alcuni situazioni, si può convocare in qualunque momento un consiglio straordinario. Il rettore è il rappresentante legale dell'Università e l'organo di comunicazione di questa con tutte le autorità della Repubblica e le istituzioni nazionali o straniere.
L'autorità massima di ogni facoltà o nucleo è la sua Assemblea di Facoltà o Assemblea di Nucleo, composte dai professori onorari, ordinari, soci, associati, e assistenti, dai rappresentanti degli studenti e dai rappresentanti dei laureati delle rispettive facoltà e nuclei.
Ogni facoltà conta inoltre su un Consiglio di Facoltà, composto dal preside (decano) della Facoltà o vicerettore del nucleo, sette rappresentanti dei professori, un rappresentante dei laureati, scelto per la scuola o associazione professionale corrispondente, due rappresentanti degli studenti, scelti fra gli alunni regolari dell'ultimo biennio, ed i direttori di scuole e dipartimenti della facoltà o in difetto di questi dai coordinatori accademico, amministrativo e di estensione del nucleo.
Il preside (decano) è il titolare della facoltà, esiste anche un vicerettore titolare di ogni nucleo. Entrambe le autorità sono designate dal rettore, che sceglie da una terna proposta da ogni Consiglio di Facoltà o di Nucleo.

## Ammissione

### Pregrado
L'università realizza due processi di ammissione ogni anno, può riuscirsi l'entrata per varie modalità:
- Prova di Selezione:  è una prova generale scritta che valuta le conoscenze acquisite dall'aspirante durante le scuole superiori, e seleziona a quelli che abbiano la maggiore attitudine ad entrare all'università. La prova varia secondo il corso universitario.
- Assegnazione di quote dell'Ufficio di Pianificazione del Settore Universitario (OPSU): una volta all'anno l'OPSU, ente pubblico ascritto al Ministero dell'Educazione Universitaria, stabilisce un numero chiuso di aspiranti attraverso un registro online secondo l'indice accademico di ogni alunno.
- Accordo ULA-sindacati:  è una modalità di ammissione accordata con i sindacati lavorativi dell'università. Con questo sistema hanno accesso all'università i figli consanguinei, legalmente adottati e riconosciuti della totalità del personale dell'istituzione, come i coniugi e lo stesso personale amministrativo, tecnico ed operaio dell'università, non professionista. Tuttavia, ci sono corsi che non hanno questa opzione di entrata, poiché ogni facoltà o nucleo esige una serie di requisiti accademici per gli aspiranti che optino per questo metodo di ammissione.
- Popolazione Indigena Venezuelana.
- Artisti che si siano distinti per merito.
- Atleti di alta competenza.
- Alto rendimento nei corsi di educazione basilare della regione (che comprende gli stati di Merida, Táchira, Trujillo, Barinas e il municipio di Páez nello stato di Apure): per cloro che abbiano ottenuto tra il settimo grado di Educazione Media Basilare ed il primo anno di Media Diversificata una media generale di qualificazioni minima di 18 punti.
- Programma Fray Juan Ramos de Lora: è una modalità progettata per garantire l'entrata della popolazione di basse risorse socioeconomiche. Per un anno gli aspiranti devono frequentare differenti materie per acquisire conoscenze, orientarsi verso il corso universitario più idoneo e in seguito ottengono una quota riservata di ammissioni all'Università de Los Andes.

### Post lauream
L'accesso ad un post lauream dell'Università de Los Andes è stabilito direttamente dalla Facoltà o Nucleo al quale appartiene il corso.

## Rettori
| - Juan Ramos de Lora (1782-1790) - Luis Dionisio Villamizar (1790-1791) - Fray Manuel Cándido De Torrijos (1791-1792) - Hipólito De Elías González (1792-1794) - Francisco Javier Irastorza (1794-1795) - Juan H. Hurtado De Mendoza (1795-1802) - Francisco Javier Irastorza (1802-1803) - Ramón Ignacio Méndez (1806-1810) - Buenaventura Arias (1810-1815) - Rafael Lasso De La Vega (1815-1822) - José De La Cruz Olivares (1822-1826) - Esteban Arias (1826-1830) - Ignacio Fernández Peña (1832-1834) - Sulpicio Frías (1834-1836) - Rafael Alvarado (1836-1838) - Agustín Chipía (1838-1843) - Eloy Paredes (1843) - Rafael Alvarado (1843-1845) - José Francisco Más y Rubí (1843-1852) - Eloy Paredes (1852-1855) - Ciriaco Piñeyro (1855-1858) | - Pedro Juan Arellano (1858-1862) - Francisco Jugo (1862-1863) - Caracciolo Parra y Olmedo (1863-1866) - José Francisco Más y Rubí (1866-1869) - Pedro Monsalve (1869-1872) - Foción Febres-Cordero (1872-1875) - José De Jesús Dávila (1875-1881) - Gabriel Picón Febres (1881-1884) - Pedro De Jesús Godoy (1884-1886) - Domingo Hernández Bello (1886-1887) - Caracciolo Parra y Olmedo (1887-1900) - Pedro De Jesús Godoy (1900-1901) - Asisclo Bustamante (1901) - Nepomuceno Pagés Monsant (1902-1909) - Ramón Parra Picón (1909-1917) - Diego Carbonell (1917-1921) - Gonzalo Bernal (1921-1931) - Humberto Ruiz Fonseca (1932-1933) - Cristóbal Beníte (1933-1934) - Roberto Picón Lares (1934-1936) - Víctor Manuel Pérez Perozo (1936-1937) | - Manuel Antonio Pulido Méndez (1937-1941) - Gabriel Picón Febres (Hijo) (1941-1942) - Humberto Ruiz Fonseca (1942-1944) - Pedro Pineda León (1944-1945) - Edgar Loynaz Páez (1945-1949) - Eloy Dávila Celis (1949-1951) - Renato Esteva Ríos (1951-1953) - Joaquín Mármol Luzardo (1953-1958) - Pedro Rincón Gutiérrez (1958-1972) - Ramón Vicente Casanova (1972-1976) - Pedro Rincón Gutiérrez (1976-1980) - José Mendoza Angulo (1980-1984) - Pedro Rincón Gutiérrez (1984-1988) - Néstor López Rodríguez (1988-1992) - Miguel Rodríguez Villenave (1992-1996) - Felipe Pachano Rivera (1996-2000) - Genry Vargas (2000-2004) - Léster Rodríguez Herrera (2004-2008) - Mario Bonucci Rossini (2008-2012*) |

## Sindacati
Nell'Università de Los Andes esistono i seguenti sindacati:
- Associazione di Impiegati dell'ULA (AEULA).
- Associazione di Professori dell'ULA (APULA).
- Sindacato di Arti Grafiche dello Stato di Mérida (SAGEM).
- Sindacato di Professionisti dell'ULA (SIPRULA).
- Sindacato di Lavoratori dell'ULA (SITULA).
- Sindacato di Operai dell'ULA (SOULA).